# Clemens Maintz
Clemens Maintz (* unbekannt, in Duisburg; † 1978) war ein deutscher Fußballspieler, der von 1928 bis 1943 ausschließlich für Borussia Fulda spielte.

## Karriere

### Verein

#### Bezirksklasse Hessen-Hannover
Maintz gehörte Borussia Fulda als Mittelfeldspieler an, für den er in den vom Westdeutschen Spiel-Verband organisierten Meisterschaften von 1928 bis 1933 Punktspiele bestritt.
In der in zwei Gruppen unterteilten Bezirksklasse Hessen-Hannover belegte er mit seinem Verein in der Gruppe Süd in den ersten beiden Saisons jeweils den zweiten Platz, 1930/31 den ersten punktgleich mit dem BC Sport Kassel, gegen den das Entscheidungsspiel um Platz 1 mit 5:0 gewonnen wurde. Das in Hin- und Rückspiel ausgetragene Finale um die Bezirksmeisterschaft hingegen wurde mit 0:1 und 0:3 gegen den CSC 03 Kassel, Sieger der Gruppe Nord, verloren. In der Folgesaison gewann er mit seiner Mannschaft als Sieger der Gruppe Süd gegen den Sieger der Gruppe Nord, den 1. SC Göttingen 05, im Gesamtergebnis von 7:1 nach Hin- und Rückspiel erstmals die Bezirksmeisterschaft. In der sich anschließenden Endrunde um die Westdeutsche Meisterschaft erreichte seine Mannschaft gar das Finale, nachdem am 10. April 1932 in Wuppertal Schwarz-Weiß Wuppertal mit 2:1 und am 17. April 1932 in Kassel die SpVgg Sülz 07 mit 2:0 bezwungen werden konnte. Das am 1. Mai 1932 in Köln ausgetragene Finale gegen den FC Schalke 04 wurde mit 1:5 verloren. In der letzten Saison vor Einführung der Gauligen, gewann sein Verein erneut die Meisterschaft, in der nicht in Gruppen aufteilte Bezirksklasse Hessen-Hannover. In der sich anschließenden Endrunde um die Westdeutsche Meisterschaft unterlag seine Mannschaft am 9. April 1933 bei Fortuna Düsseldorf mit 1:2 im Halbfinale.

#### Gauliga Hessen
Seine folgenden Spielzeiten bestritt er in der Gauliga Hessen, eine von zunächst 16, später auf 23 aufgestockten Gauligen zur Zeit des Nationalsozialismus als einheitlich höchste Spielklasse im Deutschen Reich. Am Ende der ersten Saison 1933/34 ging er mit seiner Mannschaft als Meister hervor, in der Folgesaison setzte sich der 1. FC Hanau 93 mit drei Punkten, in der Saison 1935/36 mit einem Punkt Vorsprung als Gaumeister durch.
1936/37 als Achtplatzierter die Klasse noch haltend, stieg er mit seiner Mannschaft in der darauffolgenden als Letztplatzierter in die Bezirksliga ab. 1939/40 in die Gruppe Süd zurückgekehrt, konnte die Klasse gehalten werden, aus der man in der Folgesaison als Sieger hervorging. Das Finale um die Gaumeisterschaft entschied seine Mannschaft trotz der 1:2-Niederlage im Hinspiel beim BC Sport Kassel mit dem überzeugenden 8:3-Sieg im Rückspiel für sich. Mit der Aufteilung der Gauliga Hessen in einem nördlichen, östlichen und südlichen Bereich, bestritt sein Verein – seit 25. Juli 1941 mit den Reichsbahnern zur Reichsbahn SG Borussia Fulda fusioniert – die Punktspiele in der Gauliga Kurhessen. Gewann man 1942 noch die Gaumeisterschaft, so belegte sein Verein in der Saison 1942/43 den dritten Platz.

#### Endrundenspiele um die Deutsche Meisterschaft
Mit den erreichten Erfolgen seines Vereins nahm Maintz insgesamt viermal an den Endrunden um die Deutsche Meisterschaft teil. Als Zweiter der Westdeutschen Meisterschaft bestritt er sein erstes Endrundenspiel am 8. Mai 1932 auf dem Fürther Sportplatz am Ronhofer Weg, das mit 2:5 gegen den 1. FC Nürnberg verloren wurde.
1934 bestritt er alle sechs Meisterschaftsspiele der Gruppe D und schied als Gruppendritter hinter dem 1. FC Nürnberg und dem Dresdner SC aus dem Wettbewerb aus, wie auch 1941 in der Untergruppe 2b. Sein 12. und letztes Spiel endete am 10. Mai 1942 in der Qualifikation mit der 0:2-Niederlage im heimischen Sportpark Johannisau gegen den SV Dessau 05.

#### Pokalspiele
In dem 1935 neu geschaffenen Pokalwettbewerb für Vereinsmannschaften um den Tschammerpokal, kam er erstmals am 13. Juli 1941 in der 1. Schlussrunde zum Einsatz. Das spektakuläre Spiel gegen Kickers Offenbach, gegen den Verein seine Mannschaft zur Halbzeit den Treffer zum 1:5 durch Ludwig Gärtner erzielte, wurde in der regulären Spielzeit noch mit 9:6 gewonnen. In der 2. Schlussrunde unterlag er mit seiner Mannschaft beim 1. SV Jena mit 3:5. Sein letztes Pokalspiel endete am 19. Juli 1942 mit der 1:6-Niederlage gegen Westende Hamborn.

### Auswahlmannschaft
Als Spieler der Gauauswahlmannschaft Hessen nahm er am ersten ausgetragenen Gauauswahlwettbewerb teil und wurde am 16. Juli 1933 in München im Halbfinalspiel bei der 2:6-Niederlage gegen die Gauauswahlmannschaft Bayern eingesetzt.

## Erfolge
- Gaumeister Hessen 1934, 1941, Kurhessen 1942
- Zweiter der Westdeutschen Meisterschaft 1932
- Bezirksmeister Hessen-Hannover 1932, 1933